# オドウェイン地区
オドウェイン地区（英語: Oodweyne District, ソマリ語: Degmada Oodweyne）は、ソマリランドのトゲアー地域中央部に位置する地区。この地区の平野部は、歴史的にはGaroodiと呼ばれていた。

## 主な町
- Oodweyne - 中心都市
- Hahi